# Claudio Arbiza
Jorge Claudio Arbiza Zanuttini (Fray Bentos, 3 de marzo de 1967) es un exfutbolista uruguayo que jugaba de arquero.
Ganó títulos en Uruguay, Paraguay y Chile. Actualmente es preparador de arqueros en Club de Deportes Copiapó.

## Trayectoria
Comenzó a jugar en 1984 con Defensor Sporting, ganó los títulos en 1987 y 1991. Sus buenas actuaciones lo hicieron fichar en Olimpia, de la primera división paraguaya, donde ganó el título de 1995. Al año siguiente fichó por Colo Colo de Chile donde compartía el puesto con Marcelo Ramírez, este último era utilizado por el técnico Gustavo Benítez para los partidos nacionales, mientras que Arbiza jugaba en los partidos internacionales. Con Colo Colo ganó los títulos de 1996, 1997 (Clausura) y 1998. Entre los años 2002 y 2004, defiende los colores de Nacional de Uruguay, uno de los equipos más históricos de América. 
Defendió a la Selección de fútbol de Uruguay entre 1994 y 1996, donde jugó un total de 6 partidos y formó parte del plantel que ganó el 14º título charrúa en la Copa América de 1995.
Desde los primeros días de junio de 2018 se integra al cuerpo técnico de Colo Colo como preparador de arqueros.

## Clubes
| Club              | País     | Año       |
| ----------------- | -------- | --------- |
| Defensor Sporting | Uruguay  | 1984-1994 |
| Olimpia           | Paraguay | 1995      |
| Colo-Colo         | Chile    | 1996-2001 |
| Nacional          | Uruguay  | 2002-2004 |

## Palmarés

### Campeonatos nacionales
| Título           | Club                   | País    | Año    |
| ---------------- | ---------------------- | ------- | ------ |
| Primera División | Defensor Sporting Club | Uruguay | 1987   |
| Primera División | Defensor Sporting Club | Uruguay | 1991   |
| Copa Chile       | Colo-Colo              | Chile   | 1996   |
| Primera División | Colo-Colo              | Chile   | 1996   |
| Primera División | Colo-Colo              | Chile   | 1997-C |
| Primera División | Colo-Colo              | Chile   | 1998   |
| Primera División | Nacional               | Uruguay | 2002   |

### Títulos internacionales
| Título       | Equipo             | Sede    | Año  |
| ------------ | ------------------ | ------- | ---- |
| Copa América | Selección Uruguaya | Uruguay | 1995 |